# Casentino

Die Landschaft des Casentino

Das Casentino ist ein Gebirgstal in der Provinz Arezzo der italienischen Region Toskana.

## Geografie
Die höchsten Gipfel sind mit rund 1600 Metern der Monte Falco (1658 m), der Monte Falterona (1654 m), wo der Arno entspringt, der Pratomagno (1592 m), der das Casentinotal vom Chianti trennt, und der Monte della Verna, der es vom oberen Tibertal trennt. Das Gebiet umfasst 826,34 km².

## Geschichte
500 Jahre war das Casentino dominiert von der Adelsfamilie der Guidi. 1440 fiel es an Florenz; ein Gouverneur wurde eingesetzt, der das Gebiet verwaltete. Aufgrund seiner geographischen Lage und seiner Geschichte ist das Casentino immer eine Art entlegene Insel im Herzen Mittelitaliens geblieben.
Auch heute noch ist diese Gegend – auch unter Italienern – wenig bekannt, obwohl sie kaum 50 km von Florenz entfernt ist. Man kommt im Casentino nicht zufällig vorbei – man muss es wollen. Die im Casentino gesprochene Sprache hat sich etwas Archaisches erhalten, das an das antike Italienisch erinnert, in dem Dante seine Göttliche Komödie schrieb.

## Gemeinden

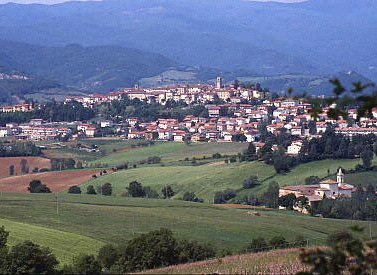
Panorama von Bibbiena

- Bibbiena
- Capolona
- Caprese Michelangelo
- Castel Focognano
- Castel San Niccolò
- Chitignano
- Chiusi della Verna
- Ortignano Raggiolo
- Poppi
- Pratovecchio Stia
- Subbiano
- Talla

## Bedeutende Klöster

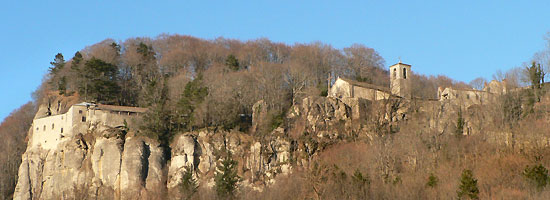
Das Kloster La Verna bei Chiusi della Verna

- Santuario della Verna, das älteste Franziskanerkloster überhaupt, wurde im Jahr 1214 von Franz von Assisi als Einsiedelei gegründet. Franz von Assisi lebte in einer spektakulär in den Felsen des Tafelbergs Monte Penna gelegenen Felsenhöhle und sprach der Überlieferung nach hier mit den Vögeln. 1224 soll sich dort etwas ganz Entscheidendes ereignet haben: Franz sei stigmatisiert worden. An Händen und Füßen hätten sich plötzlich Wundmale wie bei Christus gezeigt. La Verna ist heute ein lebendiges Kloster und ein bedeutender Wallfahrtsort.

- Eremo di Camaldoli, Kloster und Eremitage der Kamaldulenser im Ortsteil Camaldoli (Poppi), ist zwischen 1024 und 1025 vom heiligen Romuald, einem Benediktinermönch († 1027), gegründet worden und findet seine Wurzeln in der Tradition des Mönchtums des christlichen Orients und in der Mönchstradition des Westens. Der „Eremo“ liegt in 1000 Meter Höhe, mitten im Nationalpark Foreste Casentinese in eindrucksvoller Lage. Sehr interessant sind die antike „Herberge“, der kleine Kreuzgang aus dem 15. Jh., die Bibliothek, die Barockkirche (Bildtafeln von Vasari; Kreuzgang aus dem Jahre 1543), die zeitgenössische „Apotheke“ mit antiken Möbeln und Vasen, das Kloster selbst, in dessen Refektorium sich ein großes Ölgemälde von Pomarancio (17. Jh.) befindet.

## Nationalpark Foreste Casentinesi

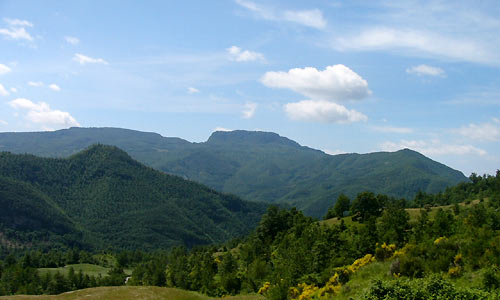
Der Nationalpark Foreste Casentinese

In den Bergen des Casentino liegt einer der größten Wälder Italiens – der Nationalpark Foreste Casentinesi: auch dieser hat mit der langen Isolation der Gegend zu tun, genauso wie die erfreuliche Tatsache, dass hier Hirsche, Dachse, Wildschweine und sogar Wölfe leben. Heute sind die Wälder des Casentino zu einem der größten Nationalparks Italiens geworden.

## Deutsche im Casentino
Seit vielen Jahren schon ist das Casentino die neue Heimat vieler deutschsprachiger Aussteiger geworden, die in der vielerorts noch sehr ursprünglichen und wilden Landschaft meist von kleinen Agriturismo-Unternehmen leben. Im Sommer finden vielfältige Aktivitäten im Casentino statt. So gastiert zum Beispiel der Zirkus Zuzzurulloni jedes Jahr Anfang August auf den Piazzen. Die Klezmerband Vallesanta Corde ist im Casentino beheimatet, es finden Musikfestivals und Musik-Sommerkurse in den Bergen statt.